# Даами, Мурад
Мурад Даами (араб. مراد الدعمي‎; род. 15 августа 1962, Монастир) — тунисский футбольный судья, арбитр ФИФА с 1996 года.

## Карьера
Судил следующие международные турниры:
- Чемпионат мира по футболу: 2002 (один матч)
- Чемпионат мира по футболу среди молодёжных команд: 1999 (три матча)
- Чемпионат мира по футболу среди юношеских команд: 2005 (один матч)
- Кубок конфедераций: 2005 (один матч)
- Кубок африканских наций: 2000 (три матча и финал), 2002 (два матча), 2006 (три матча и финал)
- Золотой кубок КОНКАКАФ: 1998 (один матч)
- Кубок Короля Хассана II: 1998 (один матч)
- Олимпийские игры: 2000 (три матча)

## Скандалы
- В 2000 году Мурад Даами судил финал Кубок африканских наций в нигерийском Лагосе, который завершился победой Камеруна в серии пенальти против Нигерии. Даами в серии пенальти ошибочно не засчитал результативный удар нигерийца Виктора Икпебы, после которого, согласно кадрам телевизионной трансляции мяч попал в перекладину и опустился за линию ворот, и потребовал повторить удар. Ошибка Даами стоила нигерийцам титула: Камерун победил 4:3 в серии пенальти при счёте 2:2 в основное время[3]. По версии издания Bleacher Report, ошибка Мурада Даами считается одной из 22 известнейших ошибок судей в мировом футболе[4]
- В 2001 году Мурад Даами был на год отстранён от судейства за попытку повлиять на судейство финала Лиги чемпионов КАФ 2000 года между ганским клубом «Хартс оф Оук» и тунисским клубом «Эсперанс», проходившего в Гане на Национальном стадионе Аккры. 17 декабря 2000 года Даами во время второго матча по просьбе делегации «Эсперанса» отправился в судейскую комнату и попытался убедить южноафриканского судью Робби Уильямса не останавливать матч из-за беспорядков на стадионе. «Эсперанс» вёл со счётом 1:0 на момент игры при общем счёте 2:2 и двух гостевых голах ганского клуба, но матч был на 75-й минуте остановлен. За попытку вмешательства в судейство Даами получил дисквалификацию вместе с членами делегации клуба «Эсперанс», которую сняли через 9 месяцев и включили его в число арбитров чемпионата мира 2002 года[3].